# Xinzhou (sockenhuvudort i Kina, Hubei Sheng, lat 32,18, long 109,97)
Xinzhou (kinesiska: 新洲, 新洲乡) är en sockenhuvudort i Kina. Den ligger i provinsen Hubei, i den centrala delen av landet, omkring 450 kilometer nordväst om provinshuvudstaden Wuhan. Antalet invånare är 19 184. Befolkningen består av 8 583 kvinnor och 10 601 män. Barn under 15 år utgör 13,0 %, vuxna 15-64 år 77 %, och äldre över 65 år 9,0 %.
Runt Xinzhou är det ganska tätbefolkat, med 111 invånare per kvadratkilometer. Närmaste större samhälle är Yishui, 15,3 km nordost om Xinzhou. I omgivningarna runt Xinzhou växer i huvudsak blandskog.
Genomsnittlig årsnederbörd är 1 058 millimeter. Den regnigaste månaden är augusti, med i genomsnitt 177 mm nederbörd, och den torraste är december, med 7 mm nederbörd.